# Herbert II. z Vermandois
Herbert II. z Vermondois (9. století - 23. února 943 Meaux) byl franský šlechtic, hrabě z Vermandois, hrabě z Meaux a hrabě ze Soissons. Byl prvním, kdo si uplatňoval moc nad územím, které později bylo provincií Champagne.

## Život
Herbert byl synem Herberta I. z Vermandois, přičemž si byl vědom svého původu od Karla Velikého. V roce 907 od svého otce zdědil tituly hrabě ze Soissons, hrabě z Vermandois, včetně pozic opata laika Saint-Quentin a Saint-Médard, které ho opravňovaly k příjmu z těchto statků. Později sňatkem s Adélou, dcerou francouzského krále Roberta I. získal hrabství Meaux  a smrtí svého příbuzného hraběte Bernarda, získal hrabství Beauvais.
V roce 922, když se Seulf stal arcibiskupem z Remeše, Herbertovi slavnostně slíbil, že může jmenovat svého nástupce. Když se v roce 923 franská šlechta vzbouřila proti králi Karlovi III., podnikl Herbert odvážný krok a nechal krále uvěznit. Po smrti arcibiskupa Seulfa v roce 925 pokračoval ve své cestě za mocí, když s pomocí krále Rudolfa Burgundského jmenoval svého pětiletého syna Huga arcibiskupem v Remeši. Poté vyslal vyslance do Říma k papeži Janu X., aby získal pro svého syna papežské požehnání, které mu bylo v roce 926 uděleno. Po svém zvolení byl mladý arcibiskup Hugo vyslán do Auxerre, kde získal vzdělaní.
Po smrti hraběte Rogera I. z Laonu v roce 926 Herbert požadoval toto hrabství pro svého nejstaršího syna Eudese. V roce 927 Laon navzdory králi Rudolfovi obsadil, čímž si krále znepřátelil.  Následně s využitím hrozby propuštění krále Karla III., kterého držel v zajetí, se mu podařilo udržet město pod svou kontrolou další čtyři roky. Teprve po smrti vězněného Karla v roce 929, král Rudolf na Laon v roce 631 znovu zaútočil a Herberta porazil. Ve stejném roce dobyl Remeš a sesadil arcibiskupa Huga, syna Herberta. Novým arcibiskupem byl jmenován Artold z Remeše. Herbert II. pak během tří let ztratil Vitry, Laon, Château-Thierry a Soissons. Až zásah jeho spojence Jindřicha I. Ptáčníka mu umožnil kromě Remeše a Laonu, získat zpět svá panství. Vše výměnou za jeho podrobení se králi Rudolfovi Burgundskému.
Později se Herbert spojil s Hugem Velikým a Williamem Longswordem, vévodou z Normandie, proti králi Ludvíku IV., který v roce 941 přidělil hrabství Laon Rogeru II. Herbert a Hugo Veliký získali zpět Remeš, přičemž sesadili a zajali arcibiskupa Artolda. Na jeho místo dosadili znovu Huga, Heribertova syna.

## Smrt a dědictví
Herbert II. zemřel 23. února 943 v Saint-Quentin, přirozenou smrtí. Příběh a zobrazení o jeho oběšení králem Ludvíkem IV. během lovu je fiktivní. Jeho rozsáhlá panství a území byla rozdělena mezi jeho syny. Vermandois a Amiens připadly jeho dvěma synům, zatímco mladší Robert a Herbert, dostali cenný majetek roztroušený po celém Champagne.